# Rodolphe Laflamme

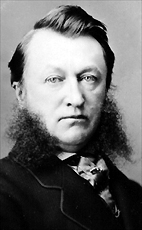
Rodolphe Laflamme

Toussaint-Antoine-Rodolphe Laflamme, PC, QC (* 15. Mai 1827 in Montreal; † 7. Dezember 1893 ebenda) war ein kanadischer Politiker, Rechtsanwalt und Professor der Rechtswissenschaft.
Laflamme gehörte der Liberalen Partei an und war von 1872 bis 1878 Abgeordneter im Unterhaus. Im Jahr 1849 gehörte er zu den Unterzeichnern des Montrealer Annexionsmanifest. In der Regierung von Alexander Mackenzie war er Minister für Steuern (1876–77) und Justizminister (1877–78).